# Erik T. Tawaststjerna
Erik Thomas Tawaststjerna (* 8. Juni 1951 in Helsinki, Finnland) ist ein finnischer Pianist und Professor für Klavier an der Sibelius-Akademie.

## Leben

### Studium
Erik T. Tawaststjerna stammt aus einer einflussreichen Musikerfamilie. Sein Vater, der fast gleichnamige Erik Tawaststjerna (1916–1993), war Pianist und Professor der Musikwissenschaft an der Universität Helsinki, der spätestens seit der Veröffentlichung seiner Sibelius-Biographie als bedeutender Sibelius-Forscher gilt.
Erik T. Tawaststjerna studierte Klavier in Helsinki bei Tapani Valsta, in Moskau bei Genrijetta Mirvis, an der Akademie für Musik und darstellende Kunst Wien (heute: Universität) bei Dieter Weber, und in New York bei Eugene List an der New York University und bei Sascha Gorodnitzki an der Juilliard School. Mit einer Arbeit über die finnische Klaviermusik seit 1945 promovierte er an der New York University. Erik T. Tawaststjerna nahm auch bei Meisterkursen von Wilhelm Kempff teil.

### Karriere als Pianist und Kammermusiker
Beim Maj Lind Klavierwettbewerb erreichte er 1968 den zweiten Preis. Als Solist trat er in Europa, den USA, Mexiko, Chile, Taiwan und Japan auf, als Kammermusiker spielte er unter anderem alle Cellosonaten von Ludwig van Beethoven mit Arto Noras und alle Violinsonaten mit Seppo Tukiainen. Mit seiner Frau, der Pianistin Hui-Ying Liu-Tawaststjerna, trat er als Klavierduo auf. Seine Diskographie umfasst die Gesamtaufnahme mit den Klavierwerken von Jean Sibelius, die er als erster Pianist aufnahm, sowie weitere solistische und kammermusikalische Aufnahmen. Er wurde auch von Kaiser Akihito und Kaiserin Michiko in den Kaiserpalast Tokio gebeten, um dort Klavier zu spielen.

### Professor für Klavier
Von 1982 unterrichtet Erik T. Tawaststjerna Klavier und Kammermusik an der Sibelius-Akademie, bis er 1986 zum Professor für Klavier berufen wurde. Zu seinen bekanntesten Studenten gehört unter anderem auch der Pianist Henri Sigfridsson. 2006 wurde er vom Professorenverband der finnischen Universitäten zum Professor des Jahres gekürt und war somit der erste Professor eines künstlerischen Studienganges, der diese Auszeichnung erhielt.

### Weitere Tätigkeiten
1990 bis 2009 war Erik T. Tawaststjerna gemeinsam mit Marita Viitasalo künstlerischer Leiter des International Piano Festival in Espoo. Darüber hinaus ist er Juror bei nationalen und internationalen Klavierwettbewerben wie etwa dem José Iturbi Competition, dem Internationalen Franz Liszt Wettbewerb in Weimar, dem London International Piano Competition, dem Internationalen Beethoven Wettbewerb in Wien oder dem Robert Schumann Wettbewerb in Zwickau.